# Ирис и лейтенант
«Ирис и лейтенант» (швед. Iris och löjtnantshjärta) — шведская кинодрама 1946 года, поставленная режиссёром Альфом Шеберґом по одноимённому роману шведского писателя Олле Хедберґа 1934 года. Лента удостоена Гран-при 1-го Каннском кинофестивале в 1946 году.

## Сюжет
Лейтенант Роберт Мотандер из богатой семьи во время ужина у родственников влюбляется в горничную Ирис. Поэтому он отказывается жениться на богатой наследнице, которую избрал для него его отец. Ради Ирис Роберт даже готов пожертвовать своей военной карьерой. Но во время своей последней миссии лейтенант умирает, а Ирис готовится стать матерью и самостоятельно воспитывать их с Робертом будущего ребёнка.

## В ролях
| Актёр          | Роль            |
| -------------- | --------------- |
| Май Сеттерлинг | Ирис Маттсон    |
| Альф Челлини   | Роберт Мотандер |